# Église orthodoxe de Turku
L'église orthodoxe de Turku (finnois : Turun ortodoksinen kirkko) ou église de la sainte martyre impératrice Alexandra (finnois : Pyhän marttyyrikeisarinna Aleksandran kirkko) est la principale église orthodoxe de Turku en Finlande. 